# Торгалыг
Торгалыг (тув. Торгалыг) — село в Улуг-Хемского кожууне Республики Тыва. Административный центр и единственный населённый пункт Торгалыгского сумона. Население 1235 человек (2007), 1128 (2013)

## География
Село находится у р. Чёрная Речка, правый приток реки Торгалыг 
К селу административно относятся местечки (населённые пункты без статуса поселения): м. Ак-Бажын, м. Аржаан Кызыл-Туруг, м. Биче Кара-Суг, м. Биче-Кара-Суг, м. Калбак-Аксы, м. Кожай, м. Кызыл-Туруг баары, м. Одуруг, м. Серлиг-Дон, м. Склад ГСМ, м. Торай, м. Узун-Ой, м. Улуг Кара-Суг, м. Ханы чоога, м. Хотпе, м. Чодураалыг оймак, м. Шиви-Бажы.
Уличная сеть
ул. Бульчун, ул. Дружбы, ул. Комсомольская, ул. Мира, ул. Новая, ул. Сельская, ул. Советская, ул. Школьная.
Географическое положение
Расстояние до:
- районного центра Шагонар: 24 км.
- столицы республики Кызыл: 120 км.

Ближайшие населённые пункты
Чодураа (6 км), Арыскан (11 км), Арыг-Узю (Аргузун) (18 км), Кок-Чыраа (22 км), Шагонар 923 км), Алдыы-Шинаа (27 км)
Климат
Торгалыг, как и весь Улуг-Хемский кожуун, приравнен к районам Крайнего Севера.

## Население
| 2002  | 2010  | 2011  | 2012  | 2013  | 2014  | 2015  |
| ----- | ----- | ----- | ----- | ----- | ----- | ----- |
| 1236  | ↘1198 | ↘1192 | ↘1178 | ↘1128 | ↘1113 | ↗1147 |
| 2016  | 2017  | 2018  | 2019  | 2020  | 2021  |       |
| ↗1170 | ↗1178 | ↗1179 | ↗1186 | ↗1191 | ↘1179 |       |

Согласно результатам переписи 2002 года, в национальной структуре населения тувинцы составляли 99 %

### Известные уроженцы, жители
```
22 апреля 1961 года в селе Торгалыг родился 
Эдуард Баирович Мижит
, поэт, прозаик, драматург, переводчик, Народный писатель Тувы.
```

## Инфраструктура
Средняя общеобразовательная школа, детский сад «Чечек», отделение почтовой связи (ул. Комсомольская,12)
сельское хозяйство
Выращивание зерновых и зернобобовых культур: СХК ИДЕГЕЛ, МУУП ТОРГАЛЫГ, СХК «КЫЙЫГ-ДЫТ»
административная деятельность
Администрация села, администрация Торгалыгского сумона

## Транспорт
Автомобильная дорога Подъезд к с. Торгалыг (км 0+000 — км 17+652)